# Wiesenfelden
Wiesenfelden – miejscowość i gmina w Niemczech, w kraju związkowym Bawaria, w rejencji Dolna Bawaria, w regionie Donau-Wald, w powiecie Straubing-Bogen. Leży w Lesie Bawarskim, około 18 km na północ od Straubinga.

## Dzielnice
W skład gminy wchodzą następujące dzielnice: Geraszell, Heilbrunn, Höhenberg, Saulburg, Utzenzell, Waxenberg, Wiesenfelden, Zinzenzell.

## Demografia
| Rok  | Liczba mieszk. |
| ---- | -------------- |
| 1970 | 3 003          |
| 1987 | 3 054          |
| 2000 | 3 491          |

## Zabytki
- zamek Wiesenfelden

## Oświata
(na 1999)

W gminie znajduje się 95 miejsc przedszkolnych (110 dzieci) oraz szkoła podstawowa (15 nauczycieli, 289 uczniów).